# Pays nordiques
Ne doit pas être confondu avec Scandinavie, Europe du Nord ou Nordicité.
 (septembre 2016).
Si vous disposez d'ouvrages ou d'articles de référence ou si vous connaissez des sites web de qualité traitant du thème abordé ici, merci de compléter l'article en donnant les références utiles à sa vérifiabilité et en les liant à la section « Notes et références ».

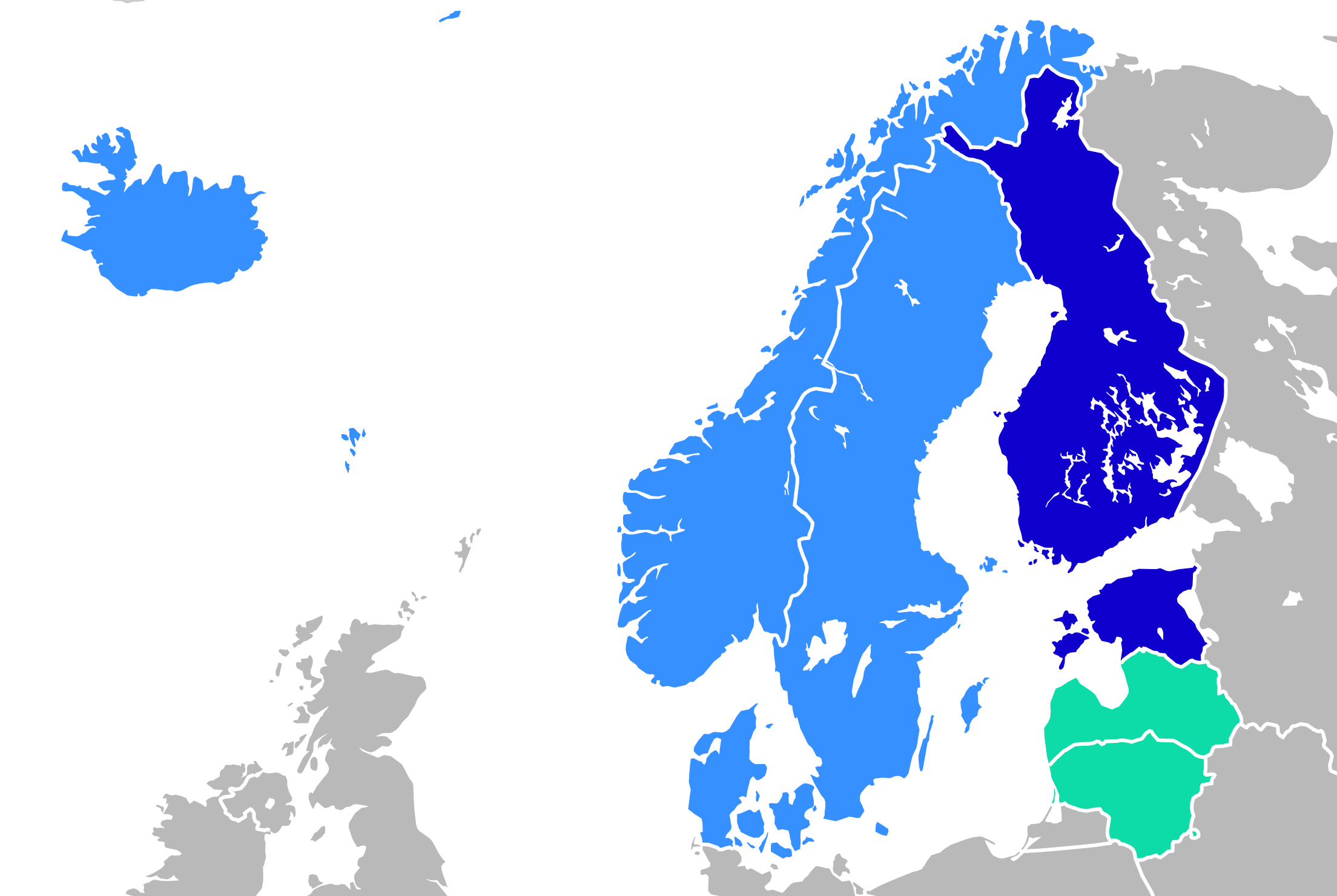
En bleu, les pays de culture nordique en Europe du Nord : scandinaves (bleu clair), fenniques (bleu foncé). En vert, la Lettonie et la Lituanie, deux pays baltes.

L'expression de « pays nordiques » désigne les pays d'une région historique d'Europe du Nord et du Sud de l'océan Arctique ainsi que leurs cultures respectives, qui possèdent des caractéristiques communes.
Les pays dont la culture est la plus généralement qualifiée de nordique abritent des peuples de cultures et de langues germaniques scandinaves et, ou fenniques, sames, inuites, et dans une moindre mesure baltes.
L'ensemble politique des pays nordiques s'est construit au cours de l'histoire avec l'influence des peuples scandinaves (actuels États de Suède, Danemark et Norvège) sur les régions environnantes depuis l'âge des Vikings, générants des conflits mais aussi des échanges économiques et culturels entre les différents peuples.
Le terme « pays nordiques » utilisé par les médias et les institutions politiques fait le plus souvent référence aux 5 pays concernés par la coopération nordique (avec notamment le Conseil nordique) et n'englobe pas nécessairement les autres pays possédant une culture nordique, un héritage nordique ou se réclamant comme tel.

## Étymologie et terminologie
En langue française, le terme nordique se réfère au Nord et sert à décrire les caractéristiques de plusieurs régions du monde situées au Nord. En Amérique du Nord, on parle notamment de nordicité.
En Europe, l'emploi de l'expression de langue française "pays nordiques" fait référence aux régions européennes situées en Europe du Nord situées à l'Est et au Nord de la mer du Nord et sur les rives Nord, Ouest et parfois Est de la mer Baltique. Elle exclut de fait les îles d'Irlande et de Grande-Bretagne. Avant le XIXe siècle, le terme Norden était néanmoins utilisé pour désigner toute l'Europe du Nord en incluant parfois les îles Britanniques.
L'expression vient notamment du terme Norden, commun aux trois langues scandinaves d'Europe continentale : suédois, danois et norvégien. Le terme Norðurlönd est utilisé en Islande. Dans les langues fenniques, le terme se dit Pohjola en finnois et Põhjamaa en estonien.
En anglais, l'adjectif nordic ou nordic country fait référence aux pays concernés par la culture nordique, tandis que le nom nordics ou the nordics au pluriel est plus restrictif et ne concerne que les pays de la coopération. On trouve également l'expression anglaise new nordic employée notamment par les Estoniens, pour désigner les pays non concernés par la coopération et désireux d'être associés à cet espace.

## Géographie: territoires et régions concernées par l'appellation
Les territoires qualifiés de nordiques ont variés au fil du temps. De nos jours l'usage de l'expression fait référence à sa définition la plus restreinte, c'est-à-dire les pays de la coopération nordique. Néanmoins, les pays de culture nordique regroupent un ensemble plus large, qui s'agrandit encore si l'on inclut les régions ayant eu une culture nordique très marquée, un héritage nordique historique et/ou proche politiquement et géographiquement.

### États souverains
| Pays                                                                  | Forme de l'état                                                       | Culture dominante                                                     | Langues officielles                                                   | Détails |
| Pays de la coopération nordique (ou "pays nordiques" proprement dits) | Pays de la coopération nordique (ou "pays nordiques" proprement dits) | Pays de la coopération nordique (ou "pays nordiques" proprement dits) | Pays de la coopération nordique (ou "pays nordiques" proprement dits) | Pays de la coopération nordique (ou "pays nordiques" proprement dits)                                      |
| --------------------------------------------------------------------- | --------------------------------------------------------------------- | --------------------------------------------------------------------- | --------------------------------------------------------------------- | --- |
| Danemark                                                              | Monarchie constitutionnelle                                           | scandinave                                                            | Danois, Féroïen, Groenlandais                                         | Membre du Conseil nordique, du Conseil des ministres, de l'Union des passeports, et du Nordic-Baltic Eight |
| Norvège                                                               | Monarchie constitutionnelle                                           | scandinave                                                            | Norvégien, Same                                                       | Membre du Conseil nordique, du Conseil des ministres, de l'Union des passeports, et du Nordic-Baltic Eight |
| Suède                                                                 | Monarchie constitutionnelle                                           | scandinave                                                            | Suédois                                                               | Membre du Conseil nordique, du Conseil des ministres, de l'Union des passeports, et du Nordic-Baltic Eight |
| Islande                                                               | République parlementaire                                              | scandinave                                                            | Islandais                                                             | Membre du Conseil nordique, du Conseil des ministres, de l'Union des passeports, et du Nordic-Baltic Eight |
| Finlande                                                              | République parlementaire                                              | fennique                                                              | Finnois, Suédois                                                      | Membre du Conseil nordique, du Conseil des ministres, de l'Union des passeports, et du Nordic-Baltic Eight |

| Pays                                                                                                   | Forme de l'état                                                                                        | Culture dominante                                                                                      | Langues officielles                                                                                    | Détails                                                                                                |
| Pays politiquement associés, proches géographiquement et culturellement, s'identifiant comme nordique, | Pays politiquement associés, proches géographiquement et culturellement, s'identifiant comme nordique, | Pays politiquement associés, proches géographiquement et culturellement, s'identifiant comme nordique, | Pays politiquement associés, proches géographiquement et culturellement, s'identifiant comme nordique, | Pays politiquement associés, proches géographiquement et culturellement, s'identifiant comme nordique, |
| --- | --- | --- | --- | --- |
| Estonie                                                                                                | République parlementaire                                                                               | fennique                                                                                               | Estonien                                                                                               | Membre observateur du Conseil nordique, membre de l'Assemblée balte, et du Nordic-Baltic Eight         |
| Pays politiquement associés, proches géographiquement                                                  | | | | |
| Lettonie                                                                                               | République parlementaire                                                                               | balte                                                                                                  | Letton                                                                                                 | Membre observateur du Conseil nordique, membre de l'Assemblée balte, et du Nordic-Baltic Eight         |
| Lituanie                                                                                               | République parlementaire                                                                               | balte                                                                                                  | Lituanien                                                                                              | Membre observateur du Conseil nordique, membre de l'Assemblée balte, et du Nordic-Baltic Eight         |

La Finlande, initialement rattachée aux pays de l'espace balte lors de son indépendance, a fortement bénéficié de la coopération nordique après la Seconde Guerre mondiale, ce qui lui vaut d'être encore de nos jours souvent qualifiée par erreur de pays scandinave. À l'inverse, l'Estonie, qui possède pourtant une culture indigène commune à celle de la Finlande (avec un folklore national et des traditions similaires telles que le sauna,,,) a souffert d'une image fortement dégradée en raison de son annexion forcée par l'Union soviétique de 1940 à 1991. Depuis le rétablissement de son indépendance en 1991, l'Estonie a tenté de réhabiliter son appartenance culturelle en communiquant sur son héritage nordique et ses traditions, mais n'a pas pu intégrer le conseil nordique et n'est pas parvenue à rattacher son image à celle des autres pays nordiques.
Bien qu'étant membres observateurs du conseil nordique, la Lettonie et la Lituanie, des pays de culture balte, sont très rarement inclus dans l'expression "pays nordiques" telle qu'utilisée dans les médias. Les cultures des pays nordiques n'ont été que partiellement présentes au cours de l'histoire en Lettonie et sous des formes très variées, notamment avec le peuple indigène fennique des Lives, des colonies Vikings avant le Moyen Âge, ou encore la domination du royaume scandinave de Suède sur le territoire Letton au XVIIe siècle. La Lituanie, quant à elle, n'est pas ou peu liée aux cultures nordiques et n'est incluse dans cet ensemble seulement du fait de sa position de membre observateur du conseil nordique.

### Territoires et régions spécifiques
| Territoire                                                       | Pays                                                             | Culture locale                                                   | Langues locales                                                  | Détails                                                               |
| Territoires autonomes membres de plein droit au Conseil nordique | Territoires autonomes membres de plein droit au Conseil nordique | Territoires autonomes membres de plein droit au Conseil nordique | Territoires autonomes membres de plein droit au Conseil nordique | Territoires autonomes membres de plein droit au Conseil nordique      |
| ---------------------------------------------------------------- | ---------------------------------------------------------------- | ---------------------------------------------------------------- | ---------------------------------------------------------------- | --------------------------------------------------------------------- |
| Îles Féroé                                                       | Danemark                                                         | scandinave                                                       | Féroïen                                                          | Pays constitutif du Danemark                                          |
| Groenland                                                        | Danemark                                                         | inuite                                                           | Groenlandais                                                     | Pays constitutif du Danemark                                          |
| Åland                                                            | Finlande                                                         | scandinave                                                       | Suédois                                                          | Région autonome de Finlande                                           |
| Régions spéciales disposant d'une antenne du Conseil nordique    |                                                                  |                                                                  |                                                                  |                                                                       |
| Laponie                                                          | Norvège Suède Finlande Russie*                                   | same                                                             | Langues sames                                                    | Territoire établi sur plusieurs pays (* mais pas de bureau en Russie) |
| Schleswig du Sud                                                 | Allemagne                                                        | scandinave, allemande                                            | Danois, Allemand                                                 | Ancienne région du Danemark                                           |
| Territoires extérieurs culturellement proches                    |                                                                  |                                                                  |                                                                  |                                                                       |
| Carélie                                                          | Russie                                                           | fennique, slave                                                  | Carélien, Russe                                                  | Ancienne région de Finlande                                           |
| Îles Shetland                                                    | Royaume-Uni                                                      | scandinave, anglo-saxonne                                        | Shetlandic, Anglais                                              | Ancienne région de Norvège                                            |
| Îles Orcades                                                     | Royaume-Uni                                                      | scandinave, anglo-saxonne                                        | Anglais                                                          | Ancienne région de Norvège                                            |

Les îles du Nord de l'Écosse - les Orcades et les Shetland - ont une identité nordique de longue date. Ces îles ont été des colonies norvégiennes pendant plus de 500 ans, mais ont été cédées au royaume d'Écosse en 1472, à la suite du non-paiement de la dot de mariage de Marguerite de Danemark, épouse du roi d'Écosse Jacques III. Durant la Seconde Guerre mondiale, ces îles ont été des bases importantes pour les forces armées norvégiennes en exil. Le « Bus des Shetland » était chargé d'assurer la liaison entre les Alliés et les résistants norvégiens. Une étude génétique[précision nécessaire] a par ailleurs montré que 60 % de la population masculine des Orcades et des Shetland a des gènes norvégiens[réf. nécessaire].
Le Schleswig du Sud, région du nord de l'Allemagne, a appartenu au Danemark pendant des siècles, jusqu'à ce qu'il soit rattaché à l'Allemagne lors de la guerre des Duchés en 1864. Le caractère nordique de cette région s'est beaucoup amoindri en un peu plus d'un siècle. Une minorité danophone vit toutefois encore dans cette région.

### Géographie physique
Les pays nordiques sont composés d'une partie continentale (Danemark, Suède, Norvège et Finlande) et d'une partie insulaire (Islande, Îles Féroé, Groenland). Du fait de la situation très au nord de ces pays, le climat est polaire.

## Histoire
La préhistoire scandinave est très peu connue, seuls subsistent quelques outils et bijoux. Avec l'attaque du monastère de Lindisfarne en 793 s'ouvre l'Âge des Vikings. Pendant des siècles, des hommes originaires de Scandinavie parcourront le monde jusqu'à Constantinople et Bagdad à l'est, jusqu'au Groenland et à l'Amérique du Nord à l'ouest. Cependant, autour de l'an 1000, la population scandinave est peu à peu christianisée et adopte une organisation administrative et politique semblable aux autres européens.
Entre 1397 et 1523, le monde nordique s'unit dans l'union de Kalmar. Il s'ensuit plusieurs siècles de guerres de suprématie, entre le Danemark et la Suède pour la Norvège, entre la Suède et la Russie pour l'Estonie et la Finlande, rattachée à l'empire russe respectivement en 1721 et 1809. Au début du XXe siècle, les pays nordiques deviennent indépendants : la Norvège se sépare de la Suède en 1905, la Finlande et l'Estonie de la Russie en 1917 et l'Islande du Danemark en 1944.
Aujourd'hui ces pays pacifiés coopèrent par le biais du Conseil nordique et du Conseil nordique des ministres.

### Structure politique historique
| Siècle        | Pays de la coopération nordique | Pays de la coopération nordique | Pays de la coopération nordique | Pays de la coopération nordique | Pays de la coopération nordique | Pays hors-coopération |
| XXIe siècle   | Danemark (UE)                   | Islande                         | Norvège                         | Suède (UE)                      | Finlande (UE)                   | Estonie (UE)          |
| XXe siècle    | Danemark                        | Islande                         | Norvège                         | Suède                           | Finlande                        | Estonie*              |
| XIXe siècle   | Danemark                        | Danemark                        | Suède-Norvège                   | Suède-Norvège                   | Empire russe                    | Empire russe          |
| XVIIIe siècle | Danemark-Norvège                | Danemark-Norvège                | Danemark-Norvège                | Suède-Finlande                  | Suède-Finlande                  | Empire russe          |
| XVIIe siècle  | Danemark-Norvège                | Danemark-Norvège                | Danemark-Norvège                | Suède                           | Suède                           | Suède                 |
| XVIe siècle   | Danemark-Norvège                | Danemark-Norvège                | Danemark-Norvège                | Suède                           | Suède                           | Suède                 |
| XVe siècle    | Union de Kalmar                 | Union de Kalmar                 | Union de Kalmar                 | Union de Kalmar                 | Union de Kalmar                 | Livonie allemande     |
| XIVe siècle   | Danemark                        | Norvège                         | Norvège                         | Suède (Suède-Finlande)          | Suède (Suède-Finlande)          | Livonie allemande     |
| XIIIe siècle  | Danemark                        | Norvège                         | Norvège                         | Suède (Suède-Finlande)          | Suède (Suède-Finlande)          | Danemark              |
| XIIe siècle   | Danemark                        | Islande                         | Norvège                         | Suède (Suède-Finlande)          | Suède (Suède-Finlande)          | Estonie               |
| Peuple        | Danois                          | Islandais                       | Norvégien                       | Suédois                         | Finnois                         | Estonien              |
| Peuple        | Scandinaves                     | Scandinaves                     | Scandinaves                     | Scandinaves                     | Fenniques                       | Fenniques             |

## Caractéristiques communes aux sociétés nordiques

### Densité de population

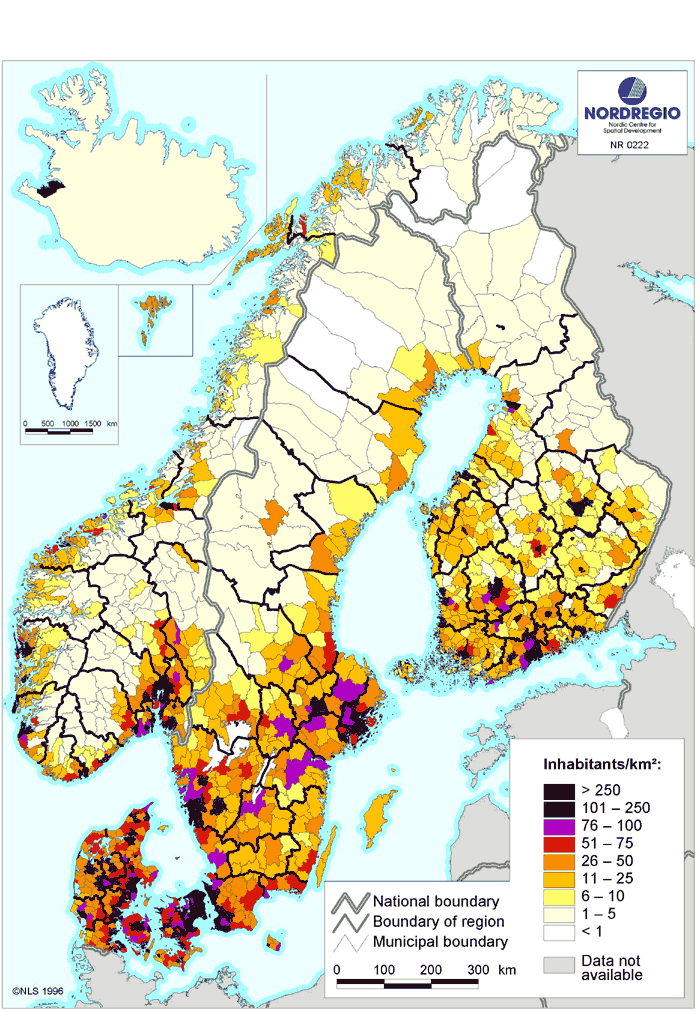
Répartition de la population dans les pays de la coopération nordique.

Les pays nordiques sont caractérisés comme étant des États relativement peu peuplés, une densité de population faible, mais aussi une répartition très inégale de la population.
En 2015, le Danemark, avec 5,67 millions d'habitants, a la densité la plus forte (131,3 hab./km2) ; suivent les Îles Féroé (50 000 habitants en 2013, pour une densité de 36 hab./km2), la Suède (9,77 millions d'habitants, pour une densité de 21,72 hab./km2), les Îles Åland (28 000 habitants, pour une densité de 19 hab./km2), la Finlande (5,48 millions d'habitants, pour une densité de 17,86 hab./km2), la Norvège (5,17 millions d'habitants, pour une densité de 13,4 hab./km2), et l'Islande (329 000 habitants, pour une densité de 3,2 hab./km2). Le Groenland, avec ses 56 282 habitants, a une densité encore plus faible : 0,03 hab./km2.

### Politique étrangère
Ces pays ont des statuts politiques différents : la Suède, la Norvège et le Danemark sont des monarchies, alors que l'Islande, l'Estonie et la Finlande sont des républiques. Par ailleurs, si le Danemark, la Finlande, l'Estonie et la Suède ont adhéré à l'Union européenne, ce n'est le cas ni de la Norvège ni de l'Islande. 
Ils disposent en revanche d'une institution commune, le conseil nordique et ont ratifié avant la convention de Schengen, dès la fin des années 1950, l'Union nordique des passeports permettant une libre circulation de leurs citoyens sans contrôle aux frontières. Occupée par l'Union soviétique jusqu'au début des années 1990, l'Estonie n'a pu rejoindre le conseil nordique qu'après le rétablissement de son indépendance, et en tant que simple membre observateur.

### Éducation
Le niveau d'éducation dans les pays de culture nordique est considéré comme excellent. Les pays de culture fennique: l'Estonie et la Finlande sont respectivement le meilleur et troisième meilleur pays en terme d'acquisition des savoirs en sciences, mathématiques et langues, d'après les études de performances scolaires de l'OCDE. L'Estonie est l'un des pays ou les origines socio-économiques des élèves ont le moins d'influence sur la réussite scolaire et académique future, tandis que la Finlande est reconnue pour ses méthodes innovantes de cours basés sur la participation accrue des élèves. Dans les deux pays, la politique de l'éducation est caractérisée par une autonomie accrue des écoles et des institutions locales. Les pays scandinaves sont quant à eux reconnus pour leur politique contre le harcèlement scolaire, en introduisant notamment des cours d'empathie,.

### Économie et monnaie
Les pays nordiques sont régulièrement classés parmi les pays les plus prospères du monde.

### Pratiques culturelles

#### Symboles nationaux et régionaux

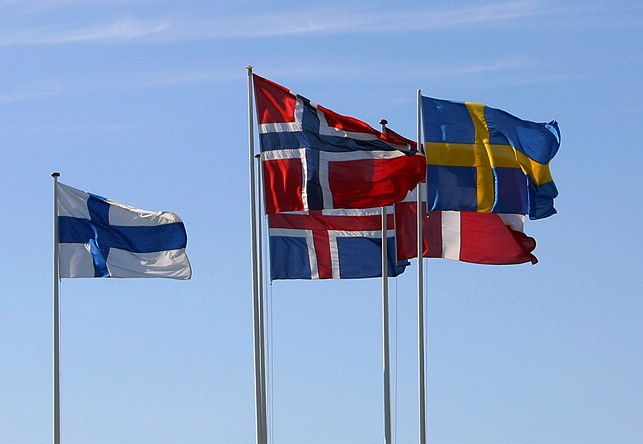
Cinq drapeaux de pays nordiques

Les pays nordiques, y compris les territoires autonomes des Îles Féroé et des Îles Åland, ont le même schéma pour leur drapeau, basé sur la Dannebrog, le drapeau danois. Il s'agit d'une croix décentrée : la croix scandinave. L'Estonie (par ailleurs pays d'origine du Dannebrog selon la légende) à plusieurs fois souhaité convertir son drapeau historique tricolore en l'équipant d'une croix scandinave pour marquer son appartenance au pays nordiques. Le Groenland et le peuple Sami en Laponie ont, eux, un drapeau avec un cercle à la place de la croix.

Drapeau du Groenland
Drapeau des Samis

### Liens extern
- (en) Site officiel
- Ressource relative à la santé :   - Medical Subject Headings
- Notices dans des dictionnaires ou encyclopédies généralistes :   - Nationalencyklopedin
  - Store norske leksikon
- Notices d'autorité :   - VIAF
  - Tchéquie
- Conseil nordique
- Photos et portail des pays nordiques
- Association pour les étudies nordiques